# Triclorossilano
Triclorossilano é o composto químico de fórmula SiHCl3.Em altas temperaturas decompõem-se produzindo silício, portanto, triclorossilano de alta pureza é usado como fonte de silício muito puro na indústria de semicondutores.Em água, se decompõem rapidamente, produzindo ácido clorídrico e silicone.Por causa de sua reatividade e disponibilidade, é frequentemente usado na síntese de compostos orgânicos contendo silício.

## Síntese
Industrialmente, triclorossilano é produzido pelo borbulhamento de cloreto de hidrogênio em pó de silício a uma temperatura de 300Cº.
Si + 3 HCl → HSiCl3 + H2
Um reator propriamente desenhado pode ter um rendimento de 80-90%.Os produtos secundários em maior número são tetracloreto de silício(SiCl4), hexaclorodissilano(Si2Cl6),e diclorossilano(SiH2Cl2), dentre os quais o triclorossilano pode ser separado por destilação.O processo reverso é usado na produção de silício de alta pureza.

## Aplicações
Triclorossilano é o ingrediente básico na produção de silício policristalino.